# 贺晋年

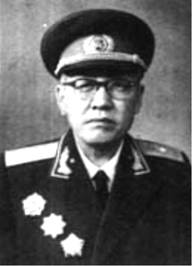
贺晋年少将1955年授衔照

贺晋年（1910年10月1日—2003年5月11日），陕西安定人，中国人民解放军少将。
1932年，参加甘肃靖远起义，任中国工农红军陕甘游击队第三支队骑兵大队副大队长。1933年春，任陕北游击队第1支队政治委员，陕北游击队总指挥部参谋长，红二十七军1团团长。1935年9月，任红十五军团81师师长，参加劳山战役、直罗镇战役、东征等战役。1936年，任红二十七军军长。抗日战争中，任八路军留守兵团警备第1团团长，三边军分区司令员兼警1团团长。1942年10月，任陕甘宁晋绥联防军警备第3旅旅长。后赴东北，任合江军区司令员，东北民主联军骑兵纵队司令员，东北野战军第7纵队副司令员、第11纵队司令员，15兵团第二副司令员兼第四十八军军长，参加了四平战役、辽沈战役、平津战役。中华人民共和国成立后，任东北军区副司令员兼参谋长，曾兼任中朝联合铁道运输司令部司令员，组织朝鲜战争后方支援工作。因受“高岗事件”牵连，准兵团级的贺晋年在1955年授衔仅被授予少将军衔。1957年至1982年，任中国人民解放军装甲兵副司令员。曾获一级八一勋章、一级独立自由勋章、一级解放勋章。1982年，任中顾委委员。